# Pentachlorbenzol
Pentachlorbenzol ist eine chemische Verbindung aus der Gruppe der aromatischen Chlorkohlenwasserstoffe. Im Jahr 2009 wurde es in die Anhänge A und C des Stockholmer Übereinkommens aufgenommen.

## Gewinnung und Darstellung
Pentachlorbenzol wird als Nebenprodukt bei der Herstellung von Tetrachlorbenzolen gewonnen und kann durch anschließende Destillation und Kristallisation extrahiert werden. Die direkte Herstellung von reinem Pentachlorbenzol ist aufgrund der parallelen Entstehung verschieden stark chlorierter Verbindungen praktisch nicht möglich. Da es in geringer Menge auch allgemein bei der Chlorierung von Benzol entsteht, ist es auch in anderen Chlorbenzolen (Tetrachlorbenzolen, Hexachlorbenzol, …) enthalten.

## Verwendung
Pentachlorbenzol wurde als Zwischenprodukt zur Herstellung des Pflanzenschutz- und Desinfektionsmittels Pentachlornitrobenzol (Quintozen) eingesetzt. Da diese Verbindung seit 1992 in Deutschland (seit 2002 in der EU) verboten ist, wurde auch die Produktion von Pentachlorbenzol eingestellt. Dennoch wurde noch 2006 Pentachlorbenzol in geringer Konzentration in deutschen Gewässern (zum Beispiel dem Rhein) nachgewiesen.

## Sicherheitshinweise
Pentachlorbenzol gehört zu den langlebigen organischen Schadstoffen (nur anaerober Abbau), wodurch eine Anreicherung in der Nahrungskette möglich ist (siehe auch Stockholmer Übereinkommen). Es ist sehr toxisch für Wasserorganismen, leichtentzündlich und zersetzt sich beim Erhitzen oder beim Verbrennen unter Bildung von giftigen, korrosiven Dämpfen (Chlorwasserstoff, Phosgen). Bei der thermischen Zersetzung können in Gegenwart von Sauerstoff Polychlordibenzo-p-dioxine und Polychlordibenzofurane entstehen.
Pentachlorbenzol ist als „prioritärer gefährlicher Stoff“ in Anhang X der europäischen Richtlinie 2000/60/EG (Wasserrahmenrichtlinie) aufgeführt.

## Nachweis
Pentachlorbenzol lässt sich durch Festphasenextraktion und anschließende GC/ECD-Analytik bis zu einer Grenze von 0,025 µg/l für wässrige Proben nachweisen.